# Nekrolog März 2008
Nekrolog
◄◄
| ◄
| 2004
| 2005
| 2006
| 2007
| 2008 | 2009 | 2010 | 2011 | 2012 | ► | ►►
Januar |
Februar |
März |
April |
Mai |
Juni |
Juli |
August |
September |
Oktober |
November |
Dezember 2008
Weitere Ereignisse | Allgemeiner Nekrolog 2008
Die Beschreibung der verstorbenen Person sollte so kurz wie möglich gehalten sein und nur deren signifikante Tätigkeit(en) enthalten.
Neue Namen ggf. auch unter dem Geburts- und Sterbedatum, also etwa unter 1. Januar und im Geburts- und Sterbejahr (2024) eintragen (nur bei entsprechender großer Wichtigkeit). Für Beispiele siehe die schon vorhandenen Artikel.
Außerdem über die fünf zuletzt Verstorbenen, zu denen es einen ausreichend guten Artikel für eine Präsentation auf der Hauptseite gibt, nach der todesbedingten Überarbeitung der Artikel ggf. auch unter Wikipedia Diskussion:Hauptseite informieren und sie am besten auch in den anderen Wikipedia-Sprachversionen eintragen. Tipp: Regelmäßig bei news.google.de nach „ist tot“, „gestorben“ oder „verstorben“ suchen.
Wenn eine Person gestorben ist, gibt es viele Seiten zu dieser Person in der Wikipedia, die davon auch betroffen sind und entsprechend aktualisiert werden müssen. Beispiele: Namenübersichtsseite, Geburtsjahr, Geburtsort-Seiten und viele mehr.
Wie finde ich die betroffenen Seiten?
Im Suchfeld auf der linken Seite gibt man den Suchbegriff so ein: „Vorname Nachname“. Dann klickt man auf Volltext und alle Seiten mit entsprechendem Suchtext werden aufgerufen. Hier sieht man dann schnell, wo auch das Todesjahr Sinn macht oder sogar ein Teil des Artikels angepasst werden muss. Auch hilft das „Werkzeug“ auf der linken Seite sehr gut, um solche Seiten aufzufinden: „Links auf diese Seite“. Somit ist die Wikipedia wieder aktuell in allen Bereichen! Hinweis: bei Eintragung der Kategorie „Gestorben JAHR“ wird der Missbrauchsfilter 49 ausgelöst, was jedoch nicht schlimm ist. Siehe: Spezial:Missbrauchsfilter/49
Dies ist eine Liste von im März 2008 verstorbenen bekannten Persönlichkeiten. Die Einträge erfolgen innerhalb der einzelnen Daten alphabetisch sortiert. Tiere sind im Nekrolog für Tiere zu finden.

## März
| Tag      | Name                                   | Beruf, bekannt als | Alter | Beleg |
| -------- | -------------------------------------- | --- | ----- | ----- |
| 1. März  | Haroldo de Andrade                     | brasilianischer Radiomoderator estadao.com.br                                                                                     | 73    |       |
| 1. März  | Stella Bruce                           | tamilisch-indischer Schriftsteller newstodaynet.com                                                                               | 67    |       |
| 1. März  | Kevin John Dunn                        | britischer Geistlicher, römisch-katholischer Bischof von Hexham und Newcastle in England                                          | 57    |       |
| 1. März  | Werner Heim                            | deutscher Ju-Jutsuka |       |       |
| 1. März  | Klaus-Peter Jendrosch                  | deutscher Fußballspieler und -trainer                                                                                             | 68    |       |
| 1. März  | Janet Kagan                            | US-amerikanische Autorin trekzone.de                                                                                              | 62    |       |
| 1. März  | Josef Maria Köll                       | österreichischer Abt des Stifts Stams                                                                                             | 79    |       |
| 1. März  | Manfred Lennings                       | deutscher Manager | 74    |       |
| 1. März  | Raúl Reyes                             | kolumbianischer Guerillakämpfer, Sprecher der Revolutionären Streitkräfte Kolumbiens (FARC)                                       | 59    |       |
| 1. März  | Sid Spindler                           | australischer Politiker | 75    |       |
| 1. März  | Andrei Tissin                          | russischer Kanute und Trainer schwaebische.de                                                                                     | 32    |       |
| 2. März  | Jeff Healey                            | kanadischer Blues-, Rock- und Jazzgitarrist, Trompeter und Sänger                                                                 | 41    |       |
| 2. März  | Jørgen Jensen                          | dänischer Historiker und Autor | 71    |       |
| 2. März  | Urbanus Joseph Kioko                   | römisch-katholischer Bischof von Machakos, Kenia                                                                                  | 79    |       |
| 2. März  | Agnes Niegl                            | österreichische Kindergärtnerin und Lehrerin                                                                                      | 94    |       |
| 2. März  | Claus Noé                              | deutscher Ökonom und Staatssekretär                                                                                               | 69    |       |
| 2. März  | Jules Perahim                          | rumänischer Maler revista-apostrof.ro                                                                                             | 93    |       |
| 2. März  | Paul Raymond                           | britischer Verleger timesonline.co.uk                                                                                             | 82    |       |
| 2. März  | Frederick Seitz                        | US-amerikanischer Physiker | 96    |       |
| 2. März  | Ernst Steinacker                       | deutscher Bildhauer | 88    |       |
| 2. März  | Sopiko Tschiaureli                     | georgische Schauspielerin | 70    |       |
| 2. März  | Ali Wunsch-König                       | deutsche Schauspielerin | 80    |       |
| 3. März  | Bertil Albertsson                      | schwedischer Langstreckenläufer                                                                                                   | 86    |       |
| 3. März  | Vizol Angami                           | indischer Politiker | 92    |       |
| 3. März  | Ramón Barquín                          | kubanischer Militär nytimes.com                                                                                                   | 93    |       |
| 3. März  | Giuseppe Di Stefano                    | italienischer Opernsänger (Tenor)                                                                                                 | 86    |       |
| 3. März  | Uwe John                               | deutscher Politiker (SPD), MdL | 57    |       |
| 3. März  | Malcolm McKenna                        | US-amerikanischer Paläontologe | 77    |       |
| 3. März  | Hans-Rudolf Nebiker                    | Schweizer Politiker (SVP) | 78    |       |
| 3. März  | Hans Piccottini                        | österreichischer Künstler kaernten.orf.at                                                                                         | 64    |       |
| 3. März  | Annemarie Renger                       | deutsche Politikerin (SPD) | 88    |       |
| 3. März  | Hans-Peter Riel                        | deutscher Journalist | 64    |       |
| 3. März  | Ernest C. Schlesinger                  | US-amerikanischer Mathematiker | 82    |       |
| 3. März  | Norman Smith                           | britischer Tontechniker, Musikproduzent und Musiker                                                                               | 85    |       |
| 3. März  | Lucien Steinberg                       | französischer Journalist und Historiker                                                                                           | 81    |       |
| 3. März  | Suzie                                  | niederländische Schlagersängerin                                                                                                  | 61    |       |
| 3. März  | Alberto Tognoli                        | italienischer Mathematiker | 70    |       |
| 4. März  | Erwin Ballabio                         | Schweizer Fußballspieler | 89    |       |
| 4. März  | Helmuth Feigl                          | österreichischer Historiker und Archivar                                                                                          | 81    |       |
| 4. März  | Otto Ferdinand Best                    | deutscher Germanist, Lektor und Übersetzer                                                                                        | 78    |       |
| 4. März  | Gary Gygax                             | US-amerikanischer Spieleautor | 69    |       |
| 4. März  | Enrico Job                             | italienischer Kunst- und Kostümdesigner                                                                                           | 74    |       |
| 4. März  | Kurt Knüpfer                           | deutscher Politiker (NPD), MdL | 94    |       |
| 4. März  | Elena Nathanael                        | griechische Schauspielerin |       |       |
| 4. März  | Peter Noack                            | deutscher Brigadegeneral der Bundeswehr                                                                                           |       |       |
| 4. März  | Leonard Rosenman                       | US-amerikanischer Komponist für Filmmusiken                                                                                       | 83    |       |
| 4. März  | Semka Sokolović-Bertok                 | jugoslawische bzw. kroatische Schauspielerin                                                                                      | 72    |       |
| 4. März  | George Walter                          | antiguanischer Politiker |       |       |
| 4. März  | Myra Warhaftig                         | israelische Architektin, Bauhistorikerin und Schriftstellerin                                                                     | 77    |       |
| 5. März  | Derek Dooley                           | englischer Fußballspieler, -trainer und -funktionär                                                                               | 78    |       |
| 5. März  | Richard Gottinger                      | deutscher Fußballspieler | 81    |       |
| 5. März  | Igor Fjodorowitsch Jemtschuk           | sowjetischer Ruderer | 77    |       |
| 5. März  | Elfriede Kaun                          | deutsche Leichtathletin | 93    |       |
| 5. März  | Nader Khalili                          | iranischer Architekt | 72    |       |
| 5. März  | John C. Mackie                         | US-amerikanischer Politiker | 87    |       |
| 5. März  | Gastone Mojaisky-Perrelli              | römisch-katholischer Erzbischof von Conza-Sant'Angelo dei Lombardi-Bisaccia                                                       | 93    |       |
| 5. März  | Gerhard Neufang                        | deutscher Brauerei-Unternehmer sr-online.de                                                                                       | 85    |       |
| 5. März  | Jörg Pfennigwerth                      | deutscher Schauspieler und Musiker                                                                                                |       |       |
| 5. März  | Ronald Pierce                          | US-amerikanischer Tontechniker | 98    |       |
| 5. März  | Rick Rodenbaugh                        | US-amerikanischer Rocksänger (Yezda Urfa) home.comcast.net                                                                        | 53    |       |
| 5. März  | Abd as-Sattar Sharif                   | kurdischer Politiker ekurd.net | ≈81   |       |
| 5. März  | Martha Weiser                          | österreichische Politikerin | 94    |       |
| 5. März  | Joseph Weizenbaum                      | deutsch-amerikanischer Informatiker und Gesellschaftskritiker                                                                     | 85    |       |
| 6. März  | Albert Baumgartner                     | deutscher Meteorologe | 88    |       |
| 6. März  | Lili Boniche                           | algerischer Sänger |       |       |
| 6. März  | Peter Poreku Dery                      | ghanaischer Geistlicher, römisch-katholischer Bischof, Kardinal                                                                   | 89    |       |
| 6. März  | Richard Doell                          | US-amerikanischer Geophysiker | 84    |       |
| 6. März  | Hasso Gehrmann                         | deutscher Designer, Philosoph und Künstler                                                                                        | 83    |       |
| 6. März  | Uwe Günzler                            | deutscher Journalist und Fernsehmoderator                                                                                         | 66    |       |
| 6. März  | Gustaw Holoubek                        | polnischer Schauspieler, Film- und Theaterregisseur und Pädagoge                                                                  | 84    |       |
| 6. März  | Liu Tungsheng                          | chinesischer Geowissenschaftler sciencedirect.com                                                                                 | 90    |       |
| 6. März  | Ferenc Majoros                         | ungarischer Rechtswissenschaftler und Publizist                                                                                   | 84    |       |
| 6. März  | Heinrich Oswald                        | Schweizer Wirtschaftsführer | 90    |       |
| 6. März  | Karl Schaper                           | deutscher Maler, Bildhauer und Konzeptkünstler                                                                                    | 87    |       |
| 6. März  | Heinrich Teller                        | deutscher Dermatologe und Hochschullehrer                                                                                         | 97    |       |
| 7. März  | Luisa Isabel Álvarez de Toledo y Maura | spanische Adlige, Schriftstellerin, Historikerin                                                                                  | 71    |       |
| 7. März  | André Durand                           | Schweizer Delegierter des Internationalen Komitees vom Roten Kreuz und Autor historischer Veröffentlichungen                      | 95    |       |
| 7. März  | David Gale                             | US-amerikanischer Mathematiker und Ökonom                                                                                         | 86    |       |
| 7. März  | Lipke Bijdeley Holthuis                | holländischer Crustaceologe | 86    |       |
| 7. März  | Hanns Jäger-Sunstenau                  | österreichischer Genealoge | 96    |       |
| 7. März  | Jean Laurain                           | französischer Politiker (PS), Mitglied der Nationalversammlung                                                                    | 87    |       |
| 7. März  | Francis Pym                            | britischer Politiker der Conservative Party                                                                                       | 86    |       |
| 7. März  | Joanna Richardson                      | britische Romanistin, Anglistin, Biographin und Literaturwissenschaftlerin                                                        | 82    |       |
| 7. März  | Francesca Ridgway                      | italienische Klassische Archäologin und Etruskologin                                                                              | 71    |       |
| 7. März  | Mathias Roten                          | Schweizer Gleitschirmpilot | 29    |       |
| 7. März  | Ueda Toshiko                           | japanische Manga-Zeichnerin | 90    |       |
| 07. März | Howard Wing                            | chinesischer Radrennfahrer | 92    |       |
| 7. März  | Heinz Worner                           | deutscher Bildhauer | 97    |       |
| 8. März  | James Coignard                         | französischer Maler und Graphiker                                                                                                 | 82    |       |
| 8. März  | Jay Thomas Evans                       | US-amerikanischer Ringer | 77    |       |
| 8. März  | Igor Flach                             | deutscher Musiker und Bluesharp-Spieler                                                                                           | 41    |       |
| 8. März  | Gerhard Kegel                          | deutscher Germanist | 74    |       |
| 8. März  | Donald C. MacDonald                    | kanadischer Politiker | 94    |       |
| 8. März  | Max Schuh                              | österreichischer Pilot, Segelflieger und Tiroler Unternehmer in der Luftfahrtbranche                                              | 91    |       |
| 8. März  | Johannes Singer                        | deutscher Politiker (SPD), MdB | 64    |       |
| 8. März  | Erich Walch                            | deutscher Politiker (KPD), MdL | 87    |       |
| 9. März  | Eugen Kedl                             | kanadischer Fotograf |       |       |
| 9. März  | Elisabeth Lardelli                     | Schweizer Politikerin | 87    |       |
| 10. März | Richard Fran Biegenwald                | US-amerikanischer Serienmörder | 67    |       |
| 10. März | Romeu Brigenti                         | brasilianischer Geistlicher, Weihbischof in Rio de Janeiro                                                                        | 91    |       |
| 10. März | Heorhij Fuks                           | ukrainischer Brückenbauingenieur und Hochschullehrer                                                                              | 80    |       |
| 10. März | Theo Heimes                            | deutscher Politiker (SPD), MdL | 84    |       |
| 10. März | Kurt Anton Hueber                      | österreichischer Komponist und Pädagoge                                                                                           | 79    |       |
| 10. März | Dennis Irwin                           | US-amerikanischer Jazzmusiker | 56    |       |
| 10. März | Vangelis Kazan                         | griechischer Schauspieler cosmo.gr                                                                                                | ~70   |       |
| 10. März | Lutz Lachenmayer                       | deutscher Mediziner |       |       |
| 10. März | Peter von der Osten-Sacken             | deutscher Astronom und Physiker                                                                                                   | 98    |       |
| 10. März | Kenan Pars                             | türkischer Schauspieler und Regisseur armenischer Abstammung                                                                      | 88    |       |
| 10. März | Ricardo García Peralta                 | mexikanischer Radrennfahrer | 81    |       |
| 10. März | Alfred Reiterer                        | österreichischer Schauspieler | 73    |       |
| 10. März | Lothar Scheithauer                     | deutscher Germanist | 84    |       |
| 10. März | Otto Schnellbacher                     | US-amerikanischer American-Football- und Basketball-Spieler                                                                       | 84    |       |
| 10. März | Heinz Stangl                           | österreichischer Maler, Grafiker und Keramiker                                                                                    | 65    |       |
| 10. März | Dave Stevens                           | US-amerikanischer Comiczeichner, Drehbuchautor und Filmproduzent                                                                  | 52    |       |
| 11. März | Yves Bayard                            | französischer Architekt |       |       |
| 11. März | Hans Buhmann                           | deutscher Politiker (CDU), MdL | 71    |       |
| 11. März | Hans A. Engelhard                      | deutscher Politiker (FDP), MdB, Bundesjustizminister                                                                              | 73    |       |
| 11. März | Wolfgang Lindner                       | österreichischer Komponist und Musiker noen.at                                                                                    | 58    |       |
| 11. März | Helga Märthesheimer                    | deutsche Journalistin | 69    |       |
| 11. März | Lukas Vischer                          | reformierter Theologe und Ökumeniker                                                                                              | 81    |       |
| 11. März | Konrad Wegmann                         | deutscher Politologe und Sinologe                                                                                                 | 75    |       |
| 11. März | Jewgeni Borissowitsch Wolkow           | sowjetischer Offizier | 84    |       |
| 12. März | Erik Ågren                             | schwedischer Schriftsteller | 83    |       |
| 12. März | Fritz K. Beller                        | deutscher Gynäkologe | 83    |       |
| 12. März | Heinz S. Fuchs                         | deutscher Arzt und Militärarzt | 90    |       |
| 12. März | Erwin Geschonneck                      | deutscher Schauspieler | 101   |       |
| 12. März | Heinrich Heinen                        | deutscher Zeitungsverleger | 86    |       |
| 12. März | Alun Hoddinott                         | britischer Komponist | 78    |       |
| 12. März | Klaus Lehnartz                         | deutscher Fotograf welt.de | 72    |       |
| 12. März | Howard Metzenbaum                      | US-amerikanischer Politiker (Demokraten)                                                                                          | 90    |       |
| 12. März | Ovidiu Iuliu Moldovan                  | rumänischer Schauspieler | 66    |       |
| 12. März | Károly Németh                          | ungarischer kommunistischer Politiker                                                                                             | 85    |       |
| 12. März | Lazare Ponticelli                      | französischer Veteran | 110   |       |
| 13. März | Krafft Werner Jaeger                   | deutscher Offizier der Wehrmacht, Widerstandskämpfer gegen den Nationalsozialismus und KZ-Häftling                                | 88    |       |
| 13. März | Wilfred Middlebrooks                   | US-amerikanischer Jazzbassist | 74    |       |
| 13. März | Jack Perciful                          | US-amerikanischer Jazzmusiker und Arrangeur                                                                                       | 82    |       |
| 13. März | Friedrich Pfaffenbach                  | deutscher Politiker (NDPD), MdV                                                                                                   | 86    |       |
| 13. März | Denis Tapsoba                          | burkinischer Theologe; Bischof von Ouahigouya in Burkina Faso                                                                     | 91    |       |
| 13. März | Johannes Tautz                         | deutscher Historiker, Religionswissenschaftler, Schriftsteller, Waldorflehrer und Anthroposoph                                    | 93    |       |
| 14. März | Clyde Cameron                          | australischer Politiker | 95    |       |
| 14. März | David Cushing                          | britischer Fischereibiologe | 88    |       |
| 14. März | May Flodin                             | finnische Politikerin in Åland |       |       |
| 14. März | Bruce Gardner                          | US-amerikanischer Agrarökonom | 65    |       |
| 14. März | Joachim Gocht                          | deutscher Jazz- und Unterhaltungsmusiker                                                                                          | 72    |       |
| 14. März | Wolfgang Hasselmann                    | deutscher Pilot, Architekt, Numismatiker, Fachbuchautor und Herausgeber                                                           | 84    |       |
| 14. März | Birgit Johnson                         | deutsche Filmwissenschaftlerin Die nachstehende Seite ist nicht mehr abrufbar, festgestellt im Juli 2017. (Suche in Webarchiven.) | 51    |       |
| 14. März | Diethelm Koch                          | deutscher Bildhauer und Hochschullehrer                                                                                           | 64    |       |
| 14. März | Wolfgang Kühne                         | deutscher Synchronsprecher und Schauspieler                                                                                       | 54    |       |
| 14. März | Chiara Lubich                          | italienische Ordensfrau, Gründerin der Fokolar-Bewegung                                                                           | 88    |       |
| 14. März | Pierre Mamie                           | Schweizer Theologe und Bischof von Lausanne, Genf und Freiburg                                                                    | 88    |       |
| 14. März | John Pandeni                           | namibischer Minister, Politiker und Gewerkschaftler                                                                               | 57    |       |
| 15. März | Albrecht Dennhardt                     | deutscher Regisseur und Theater-, Film-, Fernsehschauspieler                                                                      | 63    |       |
| 15. März | Mikey Dread                            | Produzent und Sänger | 54    |       |
| 15. März | Detlev Fehling                         | deutscher Klassischer Philologe                                                                                                   | 78    |       |
| 15. März | Helgi Hallvarðsson                     | isländischer Kapitän | 76    |       |
| 15. März | Siegfried F. Hübner                    | deutscher Schußwaffenexperte und Autor                                                                                            |       |       |
| 15. März | Dembo Jobarteh                         | gambischer Musiker | 31    |       |
| 15. März | George David Low                       | US-amerikanischer Astronaut und Raumfahrtmanager                                                                                  | 52    |       |
| 15. März | Alfredo Núñez                          | chilenischer Fußballspieler und -trainer                                                                                          | 48    |       |
| 15. März | Siegfried Pokern                       | deutscher Opern- und Operettensänger                                                                                              | 31    |       |
| 15. März | Ken Reardon                            | kanadischer Eishockeyspieler und -funktionär                                                                                      | 86    |       |
| 15. März | Michael Zondi                          | südafrikanischer Holzbildhauer | 82    |       |
| 16. März | Anura Bandaranaike                     | sri-lankischer Politiker | 59    |       |
| 16. März | Ola Brunkert                           | schwedischer Musiker | 61    |       |
| 16. März | Pete Chilver                           | britischer Jazzmusiker und Hotelier                                                                                               | 83    |       |
| 16. März | Ivan Dixon                             | US-amerikanischer Schauspieler und Regisseur                                                                                      | 76    |       |
| 16. März | Mihai Dolgan                           | moldauischer Musiker basarabeni.ro                                                                                                | 66    |       |
| 16. März | John Hewer                             | britischer Schauspieler und Werbeikone (Käptn Iglo)                                                                               | 86    |       |
| 16. März | Andrew Learmonth                       | britischer Geograph theguardian.com                                                                                               | 91    |       |
| 16. März | Laurus Schkurla                        | Oberhaupt der russisch-orthodoxen Auslandskirche                                                                                  | 80    |       |
| 16. März | Andreas Ludwig                         | deutscher Künstler | 43    |       |
| 16. März | Daniel Stewart MacMaster               | kanadischer Sänger roadrunnerrecords.com                                                                                          | 39    |       |
| 16. März | Peter von Oertzen                      | deutscher Politiker (SPD), MdL | 83    |       |
| 16. März | Bernard Rahis                          | französischer Fußballspieler | 75    |       |
| 16. März | Johannes Michael Schnarrer             | römisch-katholischer Sozialethiker                                                                                                | 42    |       |
| 16. März | Victor Sparre                          | norwegischer Maler | 88    |       |
| 16. März | Victoria Van Meter                     | US-amerikanische Pilotin | 26    |       |
| 16. März | Jonathan Williams                      | US-amerikanischer Verleger nytimes.com                                                                                            | 79    |       |
| 16. März | Zeno Zürcher                           | Schweizer Kulturschaffender | 71    |       |
| 17. März | Ulrich Bienzle                         | deutscher Tropenmediziner, erster Leiter des Berliner Instituts für Tropenmedizin                                                 | 69    |       |
| 17. März | Claude Farell                          | österreichisch-französische Schauspielerin                                                                                        | 89    |       |
| 17. März | Otto Friedli                           | US-amerikanischer Rocker | 76    |       |
| 17. März | Werner Herbst                          | österreichischer Schriftsteller                                                                                                   | 65    |       |
| 17. März | Gernot Koneffke                        | deutscher Philosoph, Pädagoge, Lehrer und Erziehungswissenschaftler                                                               | 80    |       |
| 17. März | Claus Luthe                            | deutscher Industriedesigner | 75    |       |
| 17. März | Richard Ott                            | deutscher Ordenspriester und Philologe                                                                                            | 80    |       |
| 17. März | Manfred Roßner                         | deutscher Fußballschiedsrichter                                                                                                   | 66    |       |
| 17. März | Emmerich Stoffel                       | rumänischer Generalsekretär des Deutschen Antifaschistischen Komitees für Rumänien, Mitglied des Zentralkomi...                   |       |       |
| 18. März | Wolfgang Altenburger                   | deutscher Journalist, Chefredakteur des Mosaik (Zeitschrift) und der Kinderzeitschrift Atze                                       | 76    |       |
| 18. März | John Basmajian                         | kanadischer Wissenschaftler | 86    |       |
| 18. März | Andrew Britton                         | britischstämmiger Schriftsteller                                                                                                  | 27    |       |
| 18. März | Henry Albert Fischel                   | deutschamerikanischer Judaist | 94    |       |
| 18. März | Philip Jones Griffiths                 | britischer Fotograf nytimes.com                                                                                                   | 72    |       |
| 18. März | Christian Helfer                       | deutscher Rechtssoziologe | 78    |       |
| 18. März | Eduard Klell                           | österreichischer Maler derstandard.at                                                                                             | 83    |       |
| 18. März | Marta Martelińska                      | polnische Sängerin | 58    |       |
| 18. März | Anthony Minghella                      | britischer Dramen- und Drehbuchautor, Filmregisseur und -produzent                                                                | 54    |       |
| 18. März | Geoffrey Arthur Holland Pearson        | kanadischer Diplomat | 80    |       |
| 18. März | Jochen Petersdorf                      | deutscher Satiriker und Schriftsteller                                                                                            | 73    |       |
| 18. März | Ekkehard Schreiber                     | deutscher Dirigent und Chordirektor                                                                                               | 66    |       |
| 18. März | Robert R. Spears                       | US-amerikanischer Bischof andromeda.rutgers.edu                                                                                   | 90    |       |
| 19. März | Arthur C. Clarke                       | britischer Science-Fiction-Autor                                                                                                  | 90    |       |
| 19. März | Hugo Claus                             | flämischer Schriftsteller | 78    |       |
| 19. März | Gerd Kasperski                         | deutscher Fußballspieler | 58    |       |
| 19. März | Paul Scofield                          | britischer Schauspieler | 86    |       |
| 19. März | Chantal Sébire                         | französische Verfechterin der Sterbehilfe                                                                                         | 53    |       |
| 19. März | Armin Wick                             | deutscher Schauspieler, Bühnen- und Filmregisseur, Filmemacher                                                                    | 93    |       |
| 20. März | Daniel S. Chemla                       | französisch-US-amerikanischer Physiker                                                                                            | 67    |       |
| 20. März | Alexandru Custov                       | rumänischer Fußballspieler | 53    |       |
| 20. März | Léopold Degraeveleyn                   | belgischer Radrennfahrer | 80    |       |
| 20. März | Carlos Galvão de Melo                  | portugiesischer Offizier und Politiker                                                                                            | 86    |       |
| 20. März | John Willem Gran                       | norwegischer Ordensgeistlicher, katholischer Bischof von Oslo                                                                     | 87    |       |
| 20. März | Heinz Moll                             | Schweizer Politiker (FDP) | 79    |       |
| 20. März | Helmut Pampuch                         | deutscher Opernsänger im Fach des Buffotenors                                                                                     | 68    |       |
| 20. März | Nikolai Sergejewitsch Portugalow       | sowjetischer Journalist und Politiker                                                                                             |       |       |
| 20. März | Niccolò Ricci                          | italienischer Stuntman kleinreport.ch                                                                                             | 30    |       |
| 20. März | Shobhan Babu                           | indischer Schauspieler | 71    |       |
| 21. März | Gadschi Achmedowitsch Abaschilow       | russischer Journalist und Politiker                                                                                               |       |       |
| 21. März | Wilbert Bowes                          | jamaikanischer Polizeichef | ≈83   |       |
| 21. März | Patti Bown                             | US-amerikanische Jazz-Pianistin                                                                                                   | 76    |       |
| 21. März | York-Friedrich von Bremen-Kühne        | deutscher Jurist | 87    |       |
| 21. März | John Nicolas Coldstream                | britischer Klassischer Archäologe                                                                                                 | 80    |       |
| 21. März | Denis Cosgrove                         | britischer Geograph geog.ucla.edu                                                                                                 | 59    |       |
| 21. März | Jean Claude Diallo                     | guineischer Psychologe und Politiker                                                                                              | 62    |       |
| 21. März | Klaus Dinger                           | deutscher Musiker | 61    |       |
| 21. März | Leonardus Dobbelaar                    | römisch-katholischer Ordensgeistlicher und Apostolischer Vikar                                                                    | 65    |       |
| 21. März | Wolfgang Geisler                       | deutscher Grafikdesigner, Typograf, Schriftsetzer und Lehrer                                                                      | 72    |       |
| 21. März | German Hafner                          | deutscher Klassischer Archäologe                                                                                                  | 97    |       |
| 21. März | Ronald Hayward Haines                  | US-amerikanischer Bischof andromeda.rutgers.edu                                                                                   | 74    |       |
| 21. März | Sofia Ionescu                          | rumänische Neurochirurgin monitorulsv.ro                                                                                          | 87    |       |
| 21. März | Casimir Katz                           | deutscher Unternehmer und Verleger                                                                                                | 82    |       |
| 21. März | William Kraushaar                      | US-amerikanischer Physiker | 87    |       |
| 21. März | Paulin Kouabénan N’Gnamé               | ivorischer Geistlicher, Bischof von San Pedro-en-Côte d’Ivoire, Elfenbeinküste                                                    | 45    |       |
| 21. März | Gabriel París Gordillo                 | kolumbianischer Politiker und Militär                                                                                             | 98    |       |
| 21. März | Raymond Leblanc                        | belgischer Verleger und Filmproduzent                                                                                             | 92    |       |
| 21. März | Walter Salzmann                        | österreichischer Bildhauer | 77    |       |
| 21. März | Waltrude Schleyer                      | deutsche Krankengymnastin, Frau von Hanns-Martin Schleyer                                                                         | 92    |       |
| 21. März | Iljas Imranowitsch Schurpajew          | russischer Journalist | 32    |       |
| 22. März | Magda Bittner-Simmet                   | deutsche Malerin | 91    |       |
| 22. März | Delphine Brox                          | deutsch-französische Umweltaktivistin und Politikerin (BGL), MdBB                                                                 | 72    |       |
| 22. März | Slavko Cerjak                          | jugoslawischer Film-, Theater- und Fernsehschauspieler                                                                            | 52    |       |
| 22. März | Gordon M. Graham                       | US-amerikanischer Offizier, Generalleutnant der US Air Force                                                                      | 90    |       |
| 22. März | Fritz Heiss                            | österreichischer Unternehmer tirol.orf.at                                                                                         | 86    |       |
| 22. März | Hildegard Koop                         | deutsche Turnerin | 86    |       |
| 22. März | Israel López                           | kubanischer Musiker | 89    |       |
| 22. März | Armand Augustine Maurer                | US-amerikanischer Theologe | 93    |       |
| 22. März | Robert J. McIntosh                     | US-amerikanischer Politiker | 85    |       |
| 22. März | Harvey Picker                          | US-amerikanischer Geschäftsmann, Lehrer, Erfinder und Philanthrop                                                                 | 92    |       |
| 22. März | Józef Pilarz                           | polnischer Politiker, Mitglied des Sejm                                                                                           | 51    |       |
| 22. März | Rosina Raffeiner                       | österreichische Theaterdramaturgin diepresse.com                                                                                  | 55    |       |
| 22. März | Franz Stigler                          | deutscher Oberleutnant und Jagdflieger                                                                                            | 92    |       |
| 22. März | Adolfo Antonio Suárez Rivera           | mexikanischer Erzbischof von Monterrey und Kardinal                                                                               | 81    |       |
| 23. März | Pierre „Pepe“ Bayard                   | haitianischer Musiker miamiherald.com                                                                                             | 62    |       |
| 23. März | Al Copeland                            | US-amerikanischer Unternehmer nytimes.com                                                                                         | 64    |       |
| 23. März | Alfred Estermann                       | deutscher Literaturwissenschaftler, Buchhistoriker und Bibliograph                                                                | 70    |       |
| 23. März | Andrzej Hulanicki                      | polnischer Mathematiker | 74    |       |
| 23. März | Leonhard Reinirkens                    | deutscher Schriftsteller und Autor                                                                                                | 83    |       |
| 23. März | Bruce Rollick                          | kanadischer Badmintonspieler | 64    |       |
| 23. März | Uwe Schmidt                            | deutscher Lehrer und Historiker                                                                                                   | 76    |       |
| 23. März | Chase Tatum                            | US-amerikanischer Wrestler genickbruch.com                                                                                        | 34    |       |
| 23. März | Vaino Vahing                           | estnischer Schriftsteller und Psychiater                                                                                          | 68    |       |
| 24. März | Neil Aspinall                          | britischer Roadmanager der Beatles                                                                                                | 66    |       |
| 24. März | Rafael Azcona                          | spanischer Drehbuchautor | 81    |       |
| 24. März | John Cushley                           | schottischer Fußballspieler | 65    |       |
| 24. März | Haydn Davies                           | kanadischer Bildhauer voy.com | 86    |       |
| 24. März | Boris Dvornik                          | jugoslawischer bzw. kroatischer Schauspieler vijesti.hrt.hr                                                                       | 68    |       |
| 24. März | Carl Obenland                          | deutscher Landschafts- und Porträtmaler                                                                                           | 100   |       |
| 24. März | Hal Riney                              | US-amerikanischer Werbetexter, Art Director, Regisseur in der Werbebranche und oscarnominierter Filmproduzent                     | 75    |       |
| 24. März | Bernhard Schmidt                       | deutscher Ingenieur und Manager                                                                                                   | 99    |       |
| 24. März | Ivan Toms                              | südafrikanischer Arzt und Menschenrechtsaktivist articles.latimes.com                                                             | 55    |       |
| 24. März | Richard Widmark                        | US-amerikanischer Schauspieler | 93    |       |
| 24. März | Alfred Zimmer                          | deutscher Militärarzt | 85    |       |
| 25. März | Art Aragon                             | US-amerikanischer Boxer | 80    |       |
| 25. März | Niko Bessinger                         | namibischer Architekt, Politiker und Minister für Umwelt- und Tourismus                                                           | 59    |       |
| 25. März | Ben Carnevale                          | US-amerikanischer Basketballtrainer                                                                                               | 92    |       |
| 25. März | Cavlar                                 | US-amerikanischer Rapper | 36    |       |
| 25. März | Thierry Gilardi                        | französischer Sportjournalist | 49    |       |
| 25. März | Paul Henss                             | deutscher KZ-Aufseher, Mitglied der Waffen-SS und der Leibstandarte SS Adolf Hitler                                               | 85    |       |
| 25. März | Johannes Höntsch                       | deutscher Segelflieger maerkischeallgemeine.de                                                                                    | 83    |       |
| 25. März | Guy Lachapelle                         | kanadischer Perkussionist, Komponist und Musikpädagoge                                                                            | 77    |       |
| 25. März | Abby Mann                              | US-amerikanischer Drehbuchautor, Filmproduzent und Filmregisseur                                                                  | 84    |       |
| 25. März | Wolfgang Rolly                         | deutscher Weihbischof in Mainz und Titularbischof von Taborenta                                                                   | 80    |       |
| 25. März | Giorgi Sergejewitsch Schirtladse       | sowjetischer Ringer | 75    |       |
| 25. März | Hilde Schürk-Frisch                    | deutsche Künstlerin | 92    |       |
| 25. März | Alfred Sponer                          | österreichischer Krankenkassenbeamter und Politiker (SPÖ), Landtagsabgeordneter der Steiermark                                    | 71    |       |
| 26. März | Einar Jónsson                          | isländischer Badmintonspieler | 94    |       |
| 26. März | Robert Fagles                          | US-amerikanischer Literaturwissenschaftler und Übersetzer nytimes.com                                                             | 74    |       |
| 26. März | Dov Freiberg                           | polnischer Autor und Überlebender des Vernichtungslager Sobibór                                                                   | 80    |       |
| 26. März | Hekuran Isai                           | albanischer kommunistischer Politiker                                                                                             | 74    |       |
| 26. März | Germain Lemieux                        | kanadischer Priester, Ethnologe und Hochschullehrer                                                                               | 94    |       |
| 26. März | Manuel Marulanda                       | kolumbianischer Anführer der FARC, ältester Guerillaführer Lateinamerikas                                                         | 79    |       |
| 26. März | Ramiro Navarro De Anda                 | mexikanischer Fußballspieler | 64    |       |
| 26. März | Walter Papst                           | deutscher Industriedesigner und Schriftsteller                                                                                    | 83    |       |
| 26. März | Burghard Stück                         | deutscher Kinderarzt und Immunologe                                                                                               | 79    |       |
| 26. März | Horst Turk                             | deutscher Literaturwissenschaftler                                                                                                | 72    |       |
| 26. März | Erwin Wickert                          | deutscher Diplomat und Schriftsteller                                                                                             | 93    |       |
| 27. März | Hans Albrecht                          | deutscher Politiker (SED), MdV | 88    |       |
| 27. März | Jean-Marie Balestre                    | französischer Sportfunktionär, Präsident verschiedener Automobil-Verbände                                                         | 86    |       |
| 27. März | Bolli Gústavsson                       | isländischer Bischof | 72    |       |
| 27. März | Ton van Heugten                        | niederländischer Motocross-Rennfahrer motoplus.nl                                                                                 | 62    |       |
| 27. März | Ina Ender                              | deutsche Widerstandskämpferin | 90    |       |
| 27. März | Pa Jallow                              | gambischer Botschafter und Generaldirektor des Nachrichtendienst                                                                  |       |       |
| 27. März | Christa Lewek                          | deutsche Oberkirchenrätin | 81    |       |
| 27. März | George Pruteanu                        | rumänischer Sprachwissenschaftler und Politiker romanialibera.ro                                                                  | 60    |       |
| 27. März | Gerhard Reddemann                      | deutscher Politiker (CDU), MdB | 76    |       |
| 27. März | Hans Wiegartz                          | deutscher Klassischer Archäologe                                                                                                  | 72    |       |
| 28. März | Glenn Barber                           | US-amerikanischer Country- und Rockabilly-Musiker                                                                                 | 73    |       |
| 28. März | Karl Christ                            | deutscher Althistoriker | 84    |       |
| 28. März | Peter Eichhorst                        | deutsch-US-amerikanischer Softwarepionier                                                                                         | 64    |       |
| 28. März | Valentino Fois                         | italienischer Radrennfahrer | 34    |       |
| 28. März | Anton Grunwald                         | deutscher Gewerkschaftsfunktionär und Bürgermeister der Stadt Aachen                                                              | 87    |       |
| 28. März | Hanna-Heide Kraze                      | deutsche Schriftstellerin | 87    |       |
| 28. März | Kunio Lemari                           | marshallischer Politiker | 65    |       |
| 28. März | Carla Prina                            | italienische Malerin |       |       |
| 28. März | Ernst Wolf                             | deutscher Jurist und Professor für Zivilrecht an der Philipps-Universität in Marburg                                              | 93    |       |
| 29. März | Eugenia Butler                         | US-amerikanische Konzeptkünstlerin                                                                                                | 61    |       |
| 29. März | Raul Donazar Calvet                    | brasilianischer Fußballspieler | 73    |       |
| 29. März | Angus Fairhurst                        | britischer visueller Künstler kunstmarkt.com                                                                                      | 41    |       |
| 29. März | Allan Ganley                           | britischer Jazz-Schlagzeuger und Arrangeur                                                                                        | 77    |       |
| 29. März | Günter Guttmann                        | deutscher Fußballspieler und -trainer                                                                                             | 67    |       |
| 29. März | Ando Keskküla                          | estnischer Maler und Videokünstler                                                                                                | 58    |       |
| 29. März | Norbert Lehn                           | deutscher Mikrobiologe | 52    |       |
| 29. März | Josef Mikl                             | österreichischer Maler und Grafiker                                                                                               | 78    |       |
| 29. März | Gerd Radde                             | deutscher Pädagoge und Bildungshistoriker                                                                                         | 84    |       |
| 29. März | Albert Stallard                        | britischer Politiker (Labour) | 86    |       |
| 30. März | Dith Pran                              | kambodschanischer Fotojournalist                                                                                                  | 65    |       |
| 30. März | Roland Fraïssé                         | französischer Mathematischer Logiker                                                                                              | 87    |       |
| 30. März | Hans Frank                             | deutscher Bildhauer und Kirchenausstatter                                                                                         | 84    |       |
| 30. März | Alexander Friedmann                    | rumänisch-österreichischer Psychiater und Neurologe                                                                               | 59    |       |
| 30. März | Otto Kahler                            | deutscher Politiker (SPD) | 87    |       |
| 30. März | Bernt Karger-Decker                    | deutscher Medizinhistoriker und Buchautor                                                                                         | 95    |       |
| 30. März | Hans Kilian                            | deutscher Psychoanalytiker und Sozialanthropologe                                                                                 | 86    |       |
| 30. März | David Leslie                           | britischer Autorennfahrer und TV-Kommentator                                                                                      | 54    |       |
| 30. März | Sean Levert                            | US-amerikanischer Contemporary-R&B-Sänger                                                                                         | 39    |       |
| 30. März | Richard Lloyd                          | britischer Rennfahrer | 63    |       |
| 30. März | Rajko Mitić                            | jugoslawischer Fußballspieler und -trainer                                                                                        | 85    |       |
| 30. März | Jim Mooney                             | US-amerikanischer Comiczeichner                                                                                                   | 88    |       |
| 30. März | David D. Newsom                        | US-amerikanischer Diplomat, Hochschullehrer und Autor                                                                             | 90    |       |
| 30. März | Andreas Obst                           | deutscher Journalist (FAZ) faz.net                                                                                                | 48    |       |
| 30. März | Ethel Raby                             | britische Leichtathletin familytreecircles.com                                                                                    | 93    |       |
| 31. März | Nikolai Konstantinowitsch Baibakow     | sowjetischer Politiker | 97    |       |
| 31. März | Pippa Bacca                            | italienische Aktionskünstlerin | 33    |       |
| 31. März | Jules Dassin                           | US-amerikanischer Filmregisseur und Filmproduzent                                                                                 | 96    |       |
| 31. März | William Louis Dickinson                | US-amerikanischer Rechtsanwalt, Richter und Politiker                                                                             | 82    |       |
| 31. März | Robert F. Goheen                       | US-amerikanischer Universitätspräsident nytimes.com                                                                               | 88    |       |
| 31. März | Henk Haverkate                         | niederländischer Romanist, Hispanist und Pragmalinguist                                                                           | 71    |       |
| 31. März | Julius H. W. Kraft                     | deutscher Autor, Initiator der Interessengemeinschaft Bauernhaus                                                                  | 91    |       |
| 31. März | Nada Ludvig-Pečar                      | jugoslawische bzw. bosnische Komponistin und Hochschullehrerin                                                                    | 78    |       |
| 31. März | Halszka Osmólska                       | polnische Paläontologin | 77    |       |
| 31. März | Hans Ferdinand Plitt                   | deutscher General | 90    |       |
| 31. März | David Todd                             | US-amerikanischer Architekt nytimes.com                                                                                           | 93    |       |
| März     | Anna Altschuk                          | russische Videokünstlerin, Fotografin und Dichterin                                                                               | 52    |       |
| März     | Clarence Hobgood                       | US-amerikanischer Bischof andromeda.rutgers.edu                                                                                   | 94    |       |
| März     | Annemarie Norden                       | deutsche Kinderbuch- und Hörspielautorin arena-verlag.de                                                                          | 97    |       |
| März     | Dennis Young                           | papua-neuguineischer Politiker |       |       |